# El Nuevo Refugio, Guanajuato
El Nuevo Refugio är en ort i Mexiko.   Den ligger i kommunen Silao de la Victoria och delstaten Guanajuato, i den centrala delen av landet, 290 km nordväst om huvudstaden Mexico City. El Nuevo Refugio ligger 1 763 meter över havet och antalet invånare är 592.
Terrängen runt El Nuevo Refugio är platt åt sydväst, men åt nordost är den kuperad. Runt El Nuevo Refugio är det ganska tätbefolkat, med 207 invånare per kvadratkilometer. Närmaste större samhälle är Silao, 6,1 km nordväst om El Nuevo Refugio. Trakten runt El Nuevo Refugio består till största delen av jordbruksmark.